# 磐城守山駅
磐城守山駅（いわきもりやまえき）は、福島県郡山市田村町岩作（がんさく）字西河原にある、東日本旅客鉄道（JR東日本）水郡線の駅である。
水戸駅から当駅までが水戸支社管轄である。

## 歴史
- 1929年（昭和4年）5月10日：開業[2]。
- 1982年（昭和57年）7月1日：貨物の取り扱いを廃止[2]。
- 1983年（昭和58年）6月1日：水郡線のCTC化により、無人化[3]。荷物の扱いを廃止[4]。行き違い設備も撤去され、個人商店に乗車券発売を委託した簡易委託駅となる。
- 1987年（昭和62年）4月1日：国鉄分割民営化により、JR東日本の駅となる[2]。
- 1997年（平成9年）：駅舎を改築[1]。
- 2017年（平成29年）3月31日：簡易委託を解除し、無人化。
- 2018年（平成30年）4月1日：磐城石川駅の業務委託化により常陸大子駅管理となる。

## 駅構造
水郡線統括センター（常陸大子駅）管理の無人駅で、単式ホーム1面1線を有する地上駅である。行き違い設備廃止までは単式ホームと島式ホームの2面3線を持ち、旧ホームが現在も残る。

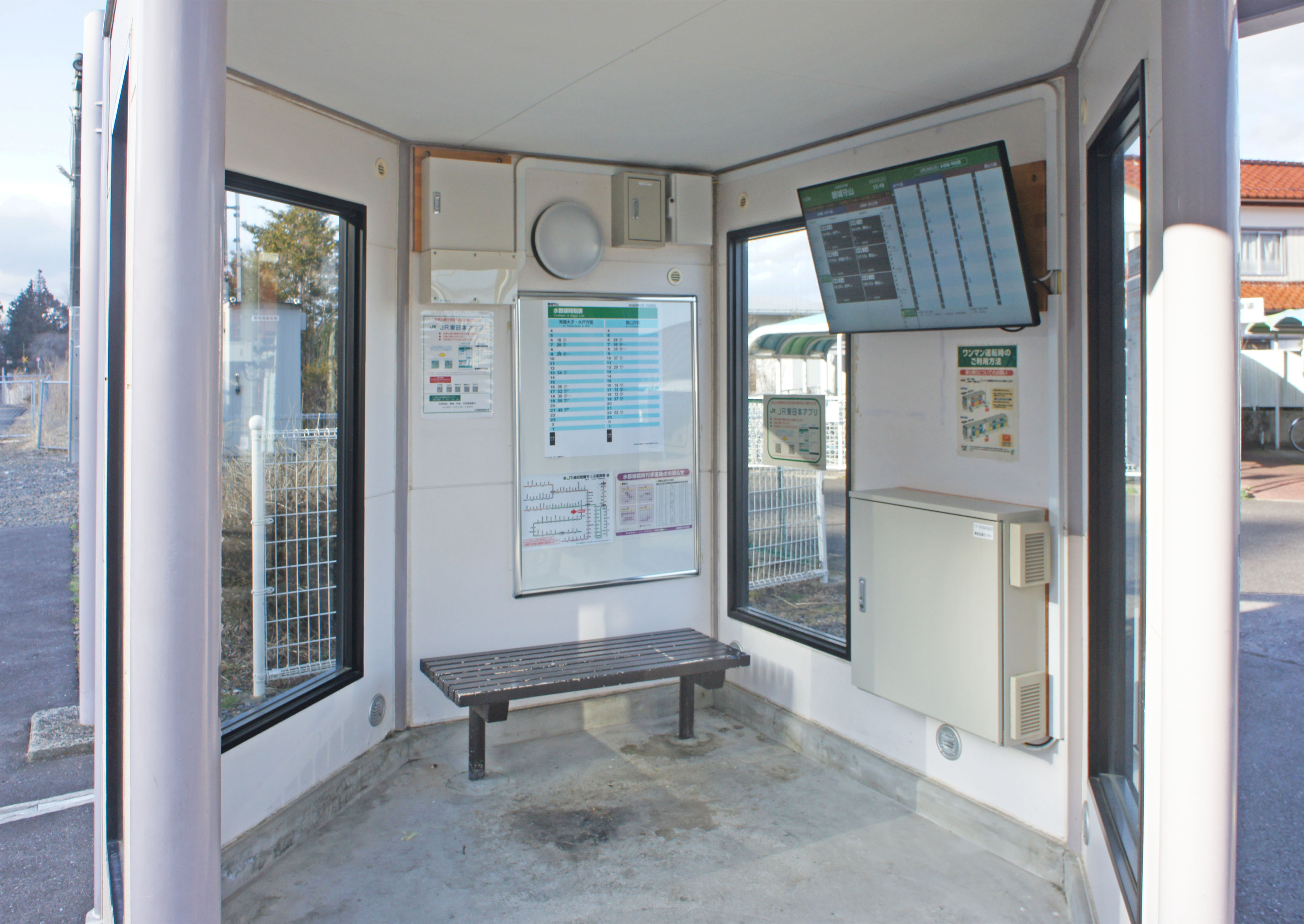
待合室（2022年3月）
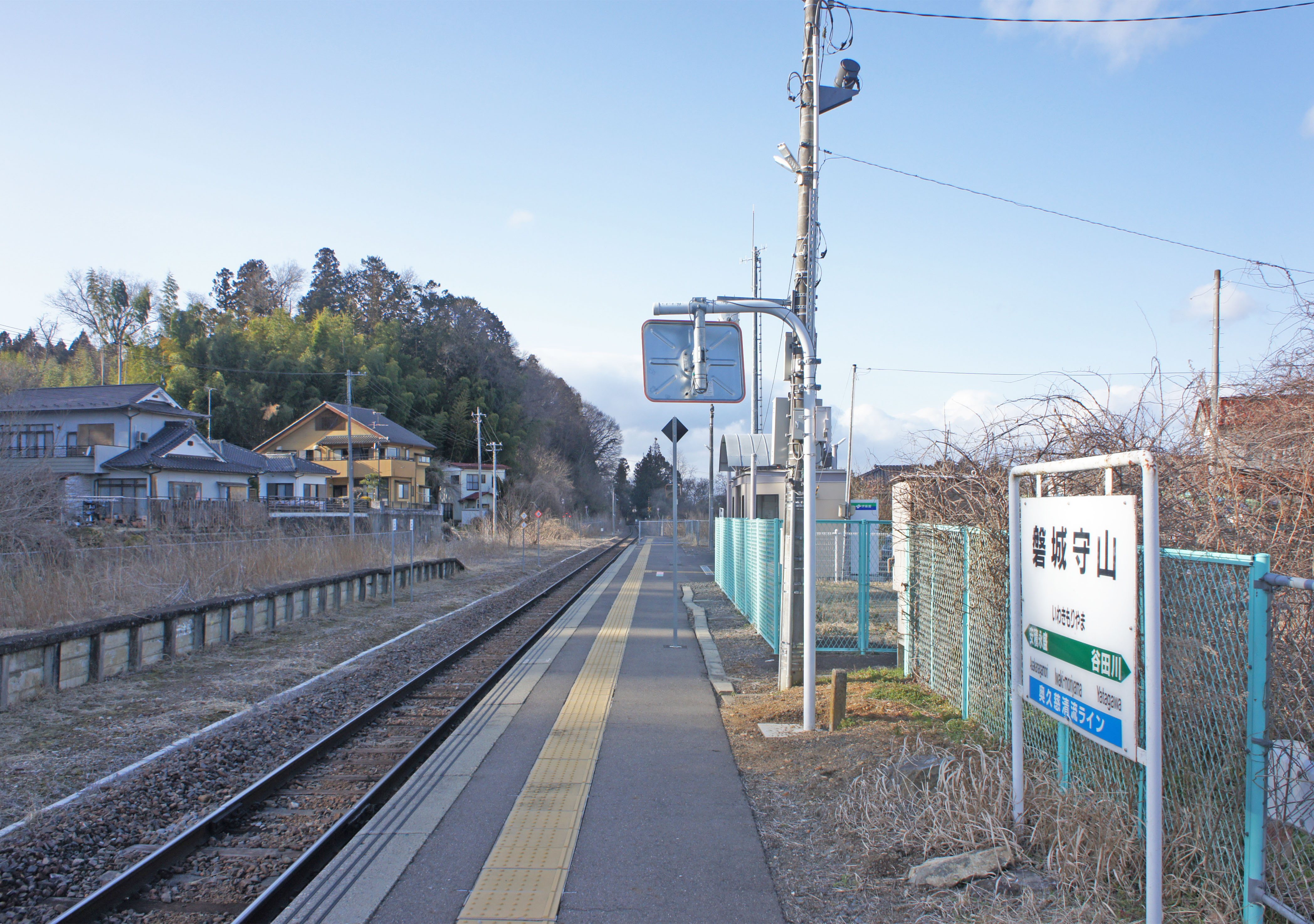
ホーム（2022年3月）

## 利用状況
JR東日本および「福島県統計年鑑」によると、2000年度（平成12年度）- 2004年度（平成16年度）および2010年度（平成22年度） - 2017年度（平成29年度）の1日平均乗車人員の推移は以下のとおりであった。
| 1日平均乗車人員推移 | 1日平均乗車人員推移 | 1日平均乗車人員推移 | 1日平均乗車人員推移 | 1日平均乗車人員推移 |
| 年度                | 定期外              | 定期                | 合計                | 出典                |
| ------------------- | ------------------- | ------------------- | ------------------- | ------------------- |
| 2000年（平成12年）  |                     |                     | 112                 | [ 利用客数 1 ]      |
| 2001年（平成13年）  |                     |                     | 104                 | [ 利用客数 2 ]      |
| 2002年（平成14年）  |                     |                     | 96                  | [ 利用客数 3 ]      |
| 2003年（平成15年）  |                     |                     | 96                  | [ 利用客数 4 ]      |
| 2004年（平成16年）  |                     |                     | 101                 | [ 利用客数 5 ]      |
| 2010年（平成22年）  |                     |                     | 73                  | [ 利用客数 6 ]      |
| 2011年（平成23年）  |                     |                     | 68                  | [ 利用客数 7 ]      |
| 2012年（平成24年）  | 26                  | 48                  | 75                  | [ 利用客数 8 ]      |
| 2013年（平成25年）  | 25                  | 54                  | 79                  | [ 利用客数 9 ]      |
| 2014年（平成26年）  | 26                  | 57                  | 84                  | [ 利用客数 10 ]     |
| 2015年（平成27年）  | 26                  | 56                  | 83                  | [ 利用客数 11 ]     |
| 2016年（平成28年）  | 26                  | 59                  | 86                  | [ 利用客数 12 ]     |
| 2017年（平成29年）  | 14                  | 59                  | 74                  | [ 利用客数 13 ]     |

## 駅周辺
- 国道49号
- 郡山市立守山小学校
- 郡山市役所田村行政センター
- 守山郵便局

## 隣の駅
東日本旅客鉄道（JR東日本）
■水郡線
谷田川駅 - 磐城守山駅 - 安積永盛駅

### 記事本文
1. 1 2 3  『週刊 JR全駅・全車両基地』 42号 水戸駅・常陸太田駅・高萩駅ほか74駅、朝日新聞出版〈週刊朝日百科〉、2013年6月9日、27頁。
2. 1 2 3 4  石野哲（編）『停車場変遷大事典 国鉄・JR編 Ⅱ』（初版）JTB、1998年10月1日、443頁。ISBN 978-4-533-02980-6。
3. ↑  「「通報」●水郡線常陸青柳駅ほか13駅の駅員無配置について（旅客局）」『鉄道公報』日本国有鉄道総裁室文書課、1983年6月1日、2面。
4. ↑  「日本国有鉄道公示第35号」『官報』第16896号1983年6月1日。

### 利用状況
1. ↑  “97 鉄道輸送状況” (xls). 第116回 福島県統計年鑑.   福島県 (2002年11月). 2024年10月28日閲覧。
2. ↑  “97 鉄道輸送状況” (xls). 第117回 福島県統計年鑑.   福島県 (2003年3月). 2024年10月28日閲覧。
3. ↑  “97 鉄道輸送状況” (xls). 第118回 福島県統計年鑑.   福島県 (2004年3月). 2024年10月28日閲覧。
4. ↑  “95 鉄道輸送状況” (xls). 第119回 福島県統計年鑑.   福島県 (2005年3月). 2024年10月28日閲覧。
5. ↑  “95 鉄道輸送状況” (xls). 第120回 福島県統計年鑑.   福島県 (2006年3月). 2024年10月28日閲覧。
6. ↑  “各駅の乗車人員（2010年度）”.   東日本旅客鉄道. 2019年3月1日閲覧。
7. ↑  “各駅の乗車人員（2011年度）”.   東日本旅客鉄道. 2019年3月1日閲覧。
8. ↑  “各駅の乗車人員（2012年度）”.   東日本旅客鉄道. 2019年3月1日閲覧。
9. ↑  “各駅の乗車人員（2013年度）”.   東日本旅客鉄道. 2019年3月1日閲覧。
10. ↑  “各駅の乗車人員（2014年度）”.   東日本旅客鉄道. 2019年3月1日閲覧。
11. ↑  “各駅の乗車人員（2015年度）”.   東日本旅客鉄道. 2019年3月1日閲覧。
12. ↑  “各駅の乗車人員（2016年度）”.   東日本旅客鉄道. 2019年3月1日閲覧。
13. ↑  “各駅の乗車人員（2017年度）”.   東日本旅客鉄道. 2019年3月1日閲覧。